# Golden Globe per la miglior attrice non protagonista in una serie
Il Golden Globe per la miglior attrice non protagonista in una serie è un premio che viene assegnato alla miglior attrice non protagonista di una serie televisiva o film per la televisione dalla Hollywood Foreign Press Association. È stato assegnato per la prima volta nel 1971.

## Vincitrici e candidate
L'elenco mostra la vincitrice di ogni anno, seguito dalle attrici che hanno ricevuto una candidatura. Per ogni attrice viene indicata la serie televisiva che le ha valso la candidatura (titolo italiano e titolo originale tra parentesi).

### 1970
- 1971
  - Gail Fisher - Mannix
  - Sue Ane Langdon - Arnie
  - Miyoshi Umeki - Una moglie per papà (The Courtship of Eddie's Father)
  - Lesley Ann Warren - Missione impossibile (Mission: Impossible)
  - Karen Valentine - Room 222
- 1972
  - Sue Ane Langdon - Arnie
  - Amanda Blake - Gunsmoke
  - Gail Fisher - Mannix
  - Sally Struthers - Arcibaldo (All in the Family)
  - Lily Tomlin - Rowan e Martin (Rowan & Martin's Laugh-In)
- 1973
  - Ruth Buzzi - Rowan e Martin (Rowan & Martin's Laugh-In)
  - Susan Dey - La famiglia Partridge (The Partridge Family)
  - Valerie Harper - Mary Tyler Moore (The Mary Tyler Moore Show)
  - Vicki Lawrence - The Carol Burnett Show
  - Audra Lindley - Bridget Loves Bernie
  - Sally Struthers - Arcibaldo (All in the Family)
  - Elena Verdugo - Marcus Welby (Marcus Welby, M.D.)
- 1974
  - Ellen Corby - Una famiglia americana (The Waltons)
  - Gail Fisher - Mannix
  - Valerie Harper - Mary Tyler Moore (The Mary Tyler Moore Show)
  - Sally Struthers - Arcibaldo (All in the Family)
  - Loretta Swit - M*A*S*H
- 1975
  - Betty Garrett - Arcibaldo (All in the Family)
  - Ellen Corby - Una famiglia americana (The Waltons)
  - Julie Kavner - Rhoda
  - Vicki Lawrence - The Carol Burnett Show
  - Nancy Walker - McMillan e signora (McMillan & Wife)
- 1976
  - Hermione Baddeley - Maude
  - Susan Howard - Petrocelli
  - Julie Kavner - Rhoda
  - Nancy Walker - McMillan e signora (McMillan & Wife)
  - Nancy Walker - Rhoda
- 1977
  - Josette Banzet - Il ricco e il povero (Rich Man, Poor Man)
  - Adrienne Barbeau - Maude
  - Darleen Carr - Militari di carriera (Once an Eagle)
  - Ellen Corby - Una famiglia americana (The Waltons)
  - Julie Kavner - Rhoda
  - Vicki Lawrence - The Carol Burnett Show
  - Anne Meara - Rhoda
  - Sally Struthers - Arcibaldo (All in the Family)
- 1979
  - Polly Holliday - Alice
  - Marilu Henner - Taxi
  - Julie Kavner - Rhoda
  - Linda Kelsey - Lou Grant
  - Audra Lindley - Tre cuori in affitto (Three's Company)
  - Nancy Walker - Rhoda

### 1980
- 1980
  - Polly Holliday - Alice
  - Loni Anderson - WKRP in Cincinnati
  - Marilu Henner - Taxi
  - Beth Howland - Alice
  - Linda Kelsey - Lou Grant
- 1981
  - Valerie Bertinelli - Giorno per giorno (One Day at a Time)
  - Diane Ladd - Alice
  - Marilu Henner - Taxi
  - Beth Howland - Alice
  - Linda Kelsey - Lou Grant
- 1982
  - Valerie Bertinelli - Giorno per giorno (One Day at a Time)
  - Danielle Brisebois - Archie Bunker's Place
  - Marilu Henner - Taxi
  - Beth Howland - Alice
  - Lauren Tewes - Love Boat (The Love Boat)
- 1983
  - Shelley Long - Cin cin (Cheers)
  - Valerie Bertinelli - Giorno per giorno (One Day at a Time)
  - Marilu Henner - Taxi
  - Beth Howland - Alice
  - Carol Kane - Taxi
  - Loretta Swit' - M*A*S*H
- 1984
  - Barbara Stanwyck - Uccelli di rovo (The Thorn Birds)
  - Polly Holliday - The Gift of Love: A Christmas Story
  - Angela Lansbury - The Gift of Love: A Christmas Story
  - Piper Laurie - Uccelli di rovo (The Thorn Birds)
  - Jean Simmons - Uccelli di rovo (The Thorn Birds)
  - Victoria Tennant - Venti di guerra (The Winds of War)
- 1985
  - Faye Dunaway - Ellis Island - La porta dell'America (Ellis Island)
  - Selma Diamond - Giudice di notte (Night Court)
  - Marla Gibbs - I Jefferson (The Jeffersons)
  - Gina Lollobrigida - Falcon Crest
  - Rhea Perlman - Cin cin (Cheers)
  - Roxana Zal - Quelle strane voci su Amelia (Something About Amelia)
- 1986
  - Sylvia Sidney - Una gelata precoce (An Early Frost)
  - Lesley-Anne Down - Nord e Sud (North and South)
  - Katherine Helmond - Casalingo Superpiù (Who's the Boss?)
  - Kate Reid - Morte di un commesso viaggiatore (Death of a Salesman)
  - Inga Swenson - Benson
- 1987
  - Olivia de Havilland - Anastasia - L'ultima dei Romanov (Anastasia: The Mystery of Anna)
  - Justine Bateman - Casa Keaton (Family Ties)
  - Piper Laurie - La promessa (Promise)
  - Geraldine Page - Nazi Hunter: The Beate Klarsfeld Story
  - Lilli Palmer - Pietro il Grande (Peter the Great)
  - Rhea Perlman - Cin cin (Cheers)
- 1988
  - Claudette Colbert - Le due signore Grenville (The Two Mrs. Grenvilles)
  - Allyce Beasley - Moonlighting
  - Julia Duffy - Bravo Dick (Newhart)
  - Christine Lahti - America
  - Rhea Perlman - Cin cin (Cheers)
- 1989
  - Katherine Helmond - Casalingo Superpiù (Who's the Boss?)
  - Jackée Harry - 227
  - Swoosie Kurtz - Baja Oklahoma
  - Rhea Perlman - Cin cin (Cheers)
  - Susan Ruttan - Avvocati a Los Angeles (L.A. Law)

### 1990
- 1990
  - Amy Madigan - Roe vs. Wade
  - Anjelica Huston - Colomba solitaria
  - Rhea Perlman - Cin cin (Cheers)
  - Susan Ruttan - Avvocati a Los Angeles (L.A. Law)
  - Julie Sommars - Matlock
- 1991
  - Piper Laurie - I segreti di Twin Peaks (Twin Peaks)
  - Sherilyn Fenn - I segreti di Twin Peaks (Twin Peaks)
  - Faith Ford - Murphy Brown
  - Marg Helgenberger - China Beach
  - Park Overall - Il cane di papà (Empty Nest)
- 1992
  - Amanda Donohoe - Avvocati a Los Angeles (L.A. Law)
  - Sammi Davis - Homefront - La guerra a casa (Homefront)
  - Faith Ford - Murphy Brown
  - Estelle Getty - Cuori senza età (The Golden Girls)
  - Park Overall - Il cane di papà (Empty Nest)
  - Rhea Perlman - Cin cin (Cheers)
  - Jean Stapleton - Verso il buio (Fire in the Dark )
- 1993
  - Joan Plowright - Stalin
  - Olympia Dukakis - Sinatra
  - Park Overall - Il cane di papà (Empty Nest)
  - Laurie Metcalf - Pappa e ciccia (Roseanne)
  - Amanda Plummer - Rose White (Miss Rose White)
  - Gena Rowlands - Pazze d'amore (Crazy in Love)
- 1994
  - Julia Louis-Dreyfus - Seinfeld
  - Ann-Margret - Queen
  - Cynthia Gibb - Gypsy
  - Cecilia Peck - Ritratti (The Portrait)
  - Theresa Saldana - Il commissario Scali (The Commish)
- 1995
  - Miranda Richardson - Fatherland
  - Sônia Braga - Il fuoco della resistenza - La vera storia di Chico Mendes (The Burning Season: The Chico Mendes Story)
  - Tyne Daly - Christy
  - Jane Leeves - Frasier
  - Laura Leighton - Melrose Place
  - Julia Louis-Dreyfus - Seinfeld
  - Laurie Metcalf - Pappa e ciccia (Roseanne)
  - Leigh Taylor-Young - La Famiglia Brock (Picket Fences)
  - Liz Torres - The John Larroquette Show
- 1996
  - Shirley Knight - L'asilo maledetto (Indictment: The McMartin Trial)
  - Christine Baranski - Cybill
  - Judy Davis - Costretta al silenzio (Serving in Silence: The Margarethe Cammermeyer Story)
  - Melanie Griffith - Buffalo Girls
  - Lisa Kudrow - Buffalo Girls
  - Julianna Margulies - E.R. - Medici in prima linea (ER)
- 1997
  - Kathy Bates - The Late Shift
  - Christine Baranski - Cybill
  - Cher - Tre vite allo specchio (If These Walls Could Talk)
  - Kristen Johnston - Una famiglia del terzo tipo (3rd Rock from the Sun)
  - Greta Scacchi - Rasputin - Il demone nero (Rasputin)
- 1998
  - Angelina Jolie - George Wallace
  - Joely Fisher - Ellen
  - Della Reese - Il tocco di un angelo (Touched by an Angel)
  - Gloria Reuben - E.R. - Medici in prima linea (ER)
  - Mare Winningham - George Wallace
- 1999
  - Faye Dunaway - Gia - Una donna oltre ogni limite
  - Camryn Manheim - The Practice - Professione avvocati (The Practice)
  - Helena Bonham Carter - Merlino e l'apprendista stregone (Merlin)
  - Jane Krakowski - Ally McBeal
  - Wendie Malick - Just Shoot Me!
  - Susan Sullivan - Dharma & Greg

### 2000
- 2000
  - Nancy Marchand - I Soprano (The Sopranos)
  - Kathy Bates - Annie - Cercasi genitori (Annie)
  - Jacqueline Bisset - Giovanna d'Arco (Joan of Arc)
  - Kim Cattrall - Sex and the City
  - Melanie Griffith - RKO 281 - La vera storia di Quarto potere (RKO 281)
  - Cynthia Nixon - Sex and the City
  - Miranda Richardson - Sporco segreto (The Big Brass Ring)
- 2001
  - Vanessa Redgrave  - Women (If These Walls Could Talk 2)
  - Kim Cattrall - Sex and the City
  - Faye Dunaway - Tutte le donne del presidente (Running Mates)
  - Allison Janney - West Wing - Tutti gli uomini del Presidente (The West Wing)
  - Megan Mullally - Will & Grace
  - Cynthia Nixon - Sex and the City
- 2002
  - Rachel Griffiths - Six Feet Under
  - Jennifer Aniston - Friends
  - Tammy Blanchard - Judy Garland (Life with Judy Garland: Me and My Shadows)
  - Allison Janney - West Wing - Tutti gli uomini del Presidente (The West Wing)
  - Megan Mullally - Will & Grace
- 2003
  - Kim Cattrall - Sex and the City
  - Cynthia Nixon - Sex and the City
  - Megan Mullally - Will & Grace
  - Parker Posey - La battaglia di Mary Kay (Hell on Heels: The Battle of Mary Kay)
  - Gena Rowlands - Gli occhi della vita (Hysterical Blindness)
- 2004
  - Mary-Louise Parker - Angels in America
  - Kim Cattrall - Sex and the City
  - Kristin Davis - Sex and the City
  - Megan Mullally - Will & Grace
  - Cynthia Nixon - Sex and the City
- 2005
  - Anjelica Huston - Angeli d'acciaio (Iron Jawed Angels)
  - Drea de Matteo - I Soprano (The Sopranos)
  - Nicollette Sheridan - Desperate Housewives
  - Charlize Theron - Tu chiamami Peter (The Life and Death Of Peter Sellers)
  - Emily Watson - Tu chiamami Peter (The Life and Death Of Peter Sellers)
- 2006
  - Sandra Oh - Grey's Anatomy
  - Candice Bergen - Boston Legal
  - Camryn Manheim - Elvis
  - Elizabeth Perkins - Weeds
  - Joanne Woodward - Empire Falls - Le cascate del cuore (Empire Falls)
- 2007
  - Emily Blunt - Gideon's Daughter
  - Toni Collette - Tsunami (Tsunami: The Aftermath)
  - Katherine Heigl - Grey's Anatomy
  - Sarah Paulson - Studio 60 on the Sunset Strip
  - Elizabeth Perkins - Weeds
- 2008
  - Samantha Morton - Longford
  - Rose Byrne - Damages
  - Rachel Griffiths - Brothers & Sisters (Brothers & Sisters)
  - Katherine Heigl - Grey's Anatomy
  - Anna Paquin - L'ultimo pellerossa (Bury My Heart at Wounded Knee)
  - Jaime Pressly - My Name Is Earl
- 2009
  - Laura Dern - Recount
  - Eileen Atkins - Cranford
  - Melissa George - In Treatment
  - Rachel Griffiths - Brothers & Sisters
  - Dianne Wiest - In Treatment

### 2010
- 2010
  - Chloë Sevigny - Big Love
  - Jane Adams - Hung - Ragazzo squillo (Hung)
  - Rose Byrne - Damages
  - Jane Lynch- Glee
  - Janet McTeer - Into the Storm - La guerra di Churchill (Into the Storm)
- 2011
  - Jane Lynch - Glee
  - Hope Davis - I due presidenti (The Special Relationship)
  - Kelly Macdonald - Boardwalk Empire - L'impero del crimine (Boardwalk Empire)
  - Julia Stiles - Dexter
  - Sofía Vergara - Modern Family
- 2012
  - Jessica Lange - American Horror Story
  - Kelly Macdonald - Boardwalk Empire - L'impero del crimine (Boardwalk Empire)
  - Maggie Smith - Downton Abbey
  - Sofía Vergara - Modern Family
  - Evan Rachel Wood - Mildred Pierce
- 2013
  - Maggie Smith - Downton Abbey
  - Hayden Panettiere - Nashville
  - Archie Panjabi - The Good Wife
  - Sarah Paulson - Game Change
  - Sofía Vergara - Modern Family
- 2014
  - Jacqueline Bisset - Dancing on the Edge
  - Janet McTeer - The White Queen
  - Hayden Panettiere - Nashville
  - Monica Potter - Parenthood
  - Sofía Vergara - Modern Family
- 2015
  - Joanne Froggatt - Downton Abbey
  - Uzo Aduba - Orange IIs the New Black
  - Kathy Bates - American Horror Story: Freak Show
  - Allison Janney - Mom
  - Michelle Monaghan - True Detective
- 2016
  - Maura Tierney - The Affair - Una relazione pericolosa
  - Uzo Aduba - Orange Is the New Black
  - Joanne Froggatt - Downton Abbey
  - Regina King - American Crime
  - Judith Light - Transparent
- 2017
  - Olivia Colman - The Night Manager
  - Lena Headey - Il Trono di Spade (Game of Thrones)
  - Chrissy Metz - This Is Us
  - Mandy Moore - This Is Us
  - Thandie Newton - Westworld - Dove tutto è concesso (Westworld)
- 2018
  - Laura Dern - Big Little Lies - Piccole grandi bugie (Big Little Lies)
  - Ann Dowd - The Handmaid's Tale
  - Chrissy Metz - This Is Us
  - Michelle Pfeiffer - The Wizard of Lies
  - Shailene Woodley - Big Little Lies - Piccole grandi bugie (Big Little Lies)
- 2019
  - Patricia Clarkson - Sharp Objects
  - Alex Borstein - La fantastica signora Maisel (The Marvelous Mrs. Maisel)
  - Penélope Cruz - L'assassinio di Gianni Versace - American Crime Story (The Assassination of Gianni Versace - American Crime Story)
  - Thandie Newton - Westworld - Dove tutto è concesso (Westworld)
  - Yvonne Strahovski - The Handmaid's Tale

### 2020
- 2020
  - Patricia Arquette - The Act
  - Helena Bonham Carter - The Crown
  - Toni Collette - Unbelievable
  - Meryl Streep - Big Little Lies - Piccole grandi bugie (Big Little Lies)
  - Emily Watson - Chernobyl
- 2021[1]
  - Gillian Anderson - The Crown
  - Helena Bonham Carter - The Crown
  - Julia Garner - Ozark
  - Annie Murphy - Schitt's Creek
  - Cynthia Nixon - Ratched
- 2022[2]
  - Sarah Snook - Succession
  - Jennifer Coolidge - The White Lotus
  - Kaitlyn Dever - Dopesick - Dichiarazione di dipendenza (Dopesick)
  - Andie MacDowell - Maid
  - Hannah Waddingham - Ted Lasso
- 2023[3]
  - Jennifer Coolidge - The White Lotus
  - Claire Danes - Fleishman Is in Trouble
  - Daisy Edgar-Jones - In nome del cielo (Under the Banner of Heaven)
  - Niecy Nash - Dahmer - Mostro: la storia di Jeffrey Dahmer (Dahmer - Monster: The Jeffrey Dahmer Story)
  - Aubrey Plaza - The White Lotus
- 2024
  - Elizabeth Debicki – The Crown
  - Abby Elliott – The Bear
  - Christina Ricci – Yellowjackets
  - J. Smith-Cameron – Succession
  - Meryl Streep – Only Murders in the Building
  - Hannah Waddingham – Ted Lasso
- 2025[4]
  - Jessica Gunning – Baby Reindeer
  - Liza Colón-Zayas – The Bear
  - Hannah Einbinder – Hacks
  - Dakota Fanning – Ripley
  - Allison Janney – The Diplomat
  - Kali Reis – True Detective: Night Country